# Дандо, Джилл
Джилл Дандо (англ. Jill Dando, полное имя Jill Wendy Dando; 1961—1999) — известная английская журналистка и телеведущая.
Была застрелена возле своего дома в Фулеме, на юго-западе Лондона, что вызвало крупнейшее расследование этого убийства, проведенное столичной полицией, а также крупнейшее уголовное расследование в стране со времен охоты на Йоркширского потрошителя. В качестве потенциальных подозреваемых были названы более 2000 человек.

## Биография
Родилась 9 ноября 1961 года в местечке Уэстон-сьюпер-Мэр, графство Сомерсет, в семье Джека Дандо (1918—2009) и его жены — Уинифред Мэри Джин Хоккей (1928—1986). Её единственный родной брат Найджел (Nigel Dando, род. 1952), работал журналистом в газетах и на BBC Radio Bristol, выйдя на пенсию в 2017 году. В возрасте трёх лет у неё обнаружили проблемы с кровообращением, и 12 января 1965 года она перенесла операцию на сердце.
Джил была воспитана баптисткой и оставалась набожным человеком. Она училась в Worle Infant School и Greenwood Junior School, затем в Worle Community School и Weston College, где была старостой и получила уровень A-level. После этого она продолжила изучать журналистику в Кардиффском столичном университете.
В 1979 году Джилл Дандо работала волонтёром на радио больницы Sunshine Hospital в родном городе. Первой профессиональной работой Дандо была должность репортера-стажера в местной еженедельной газете The Weston & Somerset Mercury, где работали её отец и брат. После пяти лет работы журналистом в печатных изданиях она начала работать в корпорации BBC, став диктором новостей BBC Radio Devon в 1985 году. В этом же году она перешла на BBC South West, где представляла программу регионального новостного журнала Spotlight South West. В 1987 году работала на South West Television, затем — на BBC Spotlight в Плимуте.
В начале 1988 года Джилл Дандо перешла с регионального на национальное телевидение в Лондоне для представления телевизионных новостей BBC, которые транслировались на BBC1 и BBC2 до середины 1990-х годов. Дандо представляла телепрограммы BBC: Breakfast Time, Breakfast News, BBC One O’Clock News, Six O’Clock News, а также туристическую программу Holiday. С 1994 года она жила в Фулеме. На момент смерти Джилл Дандо была одним из самых авторитетных экранных сотрудников BBC и признана личностью года BBC в 1997 году.

## Убийство и расследование
Утром 26 апреля 1999 года 37-летняя Дандо на автомобиле покинула дом своего друга Алана Фартинга в Чизике. Одна вернулась в свой дом в Фулеме, который к апрелю 1999 года находился в процессе продажи. Около 11:32, когда Джилл подошла ко входной двери, она получила один выстрел в голову. Её тело было обнаружено примерно через четырнадцать минут соседкой Хелен Доубл. В 11:47 была вызвана полиция, и Дандо доставили в ближайшую больницу Charing Cross Hospital, в 13:03 было объявлено о её смерти.
Судебно-медицинская экспертиза показала, что Джилл Дандо была ранена пулей из полуавтоматического пистолета калибра 9 мм, при этом пистолет был прижат к её голове в момент выстрела. Ричард Хьюз, её ближайший сосед, услышал крик Дандо, но не услышал выстрела. Он оказался единственным, кто достоверно видел убийцу: белый человек ростом более 180 см, в возрасте приблизительно 40 лет, уходящий от дома Дандо.
Убийство известной телеведущей имело большой резонанс в СМИ. Расследование столичной полиции под названием «Operation Oxborough» больше года не приносило результатов. Статус Джилл Дандо позволял ей познакомиться с тысячами людей. В течение шести месяцев группа по расследованию убийства поговорила с более чем 2500 человек и приняла более 1000 заявлений. С небольшим прогрессом, через год полиция сосредоточила свое внимание на Барри Джордже, который жил примерно в полумиле от дома Дандо. У него была история преследований женщин, сексуальных преступлений и другого антиобщественного поведения. Джордж был взят под наблюдение, арестован 25 мая 2000 года, и ему было предъявлено обвинение в убийстве Дандо. Его признали виновным и 2 июля 2001 года приговорили к пожизненному заключению. После трёх апелляций второй судебный процесс, длившийся восемь недель, завершился оправданием Джорджа 1 августа 2008 года. Настоящий убийца по настоящее время не найден.
Похороны Джилл Дандо состоялись 21 мая 1999 года в баптистской церкви Clarence Park Baptist Church в её родном городе, и она была похоронена рядом со своей матерью на городском кладбище Ebdon Road Cemetery. Общая стоимость её имущества составляла 1 181 207 фунтов стерлингов; после вычета долгов и налогов, состояние в 607 000 фунтов стерлингов унаследовал её отец, потому что Дандо не оставила завещания.